# Erie Otters
Erie Otters är ett amerikanskt proffsjuniorishockeylag som är baserat i Erie, Pennsylvania och har spelat i den nordamerikanska proffsjuniorligan Ontario Hockey League (OHL) sedan 1996, när laget bildades. Otters har dock sitt ursprung från Windsor Spitfires som spelade i Ontario Hockey Association (OHA) mellan 1946 och 1953. Under resans gång har de varit Hamilton Tiger Cubs, 1953-1960; Hamilton Red Wings, 1960-1974; Hamilton Fincups, 1974-1976; St. Catharines Fincups, 1976-1977; Hamilton Fincups, 1977-1978; Brantford Alexanders, 1978-1984; Hamilton Steelhawks, 1984-1988 och Niagara Falls Thunder, 1988-1996. De spelar sina hemmamatcher i Erie Insurance Arena som har en publikkapacitet på 6 833 åskådare. Otters har aldrig vunnit Memorial Cup men de har vunnit OHL en gång (2001-2002).
De har fostrat spelare som bland annat Brad Boyes, Chris Campoli, Carlo Colaiacovo, Tim Connolly, Luke Gazdic, Connor McDavid, Steve Montador, Jordan Nolan, Ryan O'Reilly, Mike Rupp,  och Jason Ward som alla tillhör alternativt tillhörde olika medlemsorganisationer i den nordamerikanska proffsligan National Hockey League (NHL).